# スリーダム
株式会社スリーダムアライアンス（英: 3DOM Alliance Inc.）は、東京都港区赤坂に本社を置く、次世代電池の研究開発を行う日本の企業。

## 概要
スリーダムは2014年に設立された、東京都立大学発のベンチャー企業。電気自動車や二次電池向けのリチウムイオン電池や、附随するブロックチェーンによる監視システムなどの研究開発を行う。

## 沿革
- 2014年2月24日 株式会社スリーダムとして設立。
- 2016年 新エネルギー・産業技術総合開発機構から3億円の出資を受ける[7]。
- 2020年 エネルギー密度と信頼性の高いリチウムイオン電池の開発に成功[8]。
- 2022年6月24日 社名を「株式会社スリーダムアライアンス」へ変更するとともに、本社を東京都港区に移転した[9]。
- 2023年8月28日 子会社の noco-noco Inc. が NASDAQ に上場。竹中平蔵が noco-noco Inc. の会長に就任。[10][11]